# Lac de Montoliu
El Lac de Montoliu és un estany d’origen glaciar situat a la capçalera de la vall del riu Unhòla, al terme municipal de l’Alt Aran, a la comarca de la vall d’Aran. Es troba a 2.373 metres d’altitud, i la seva superfície és de 10,9 hectàrees. Està situat entre diversos pics, el Tuc de Crabes a ponent, el Tuc de Montoliu a llevant i el Tuc der Òme al nord. L'estany es troba dintre de l'espai natural protegit de Marimanha.
De l’estany surt un emissari, el riu de Calhaus, afluent del riu Unhòla per l’esquerra.